# Burbuja económica

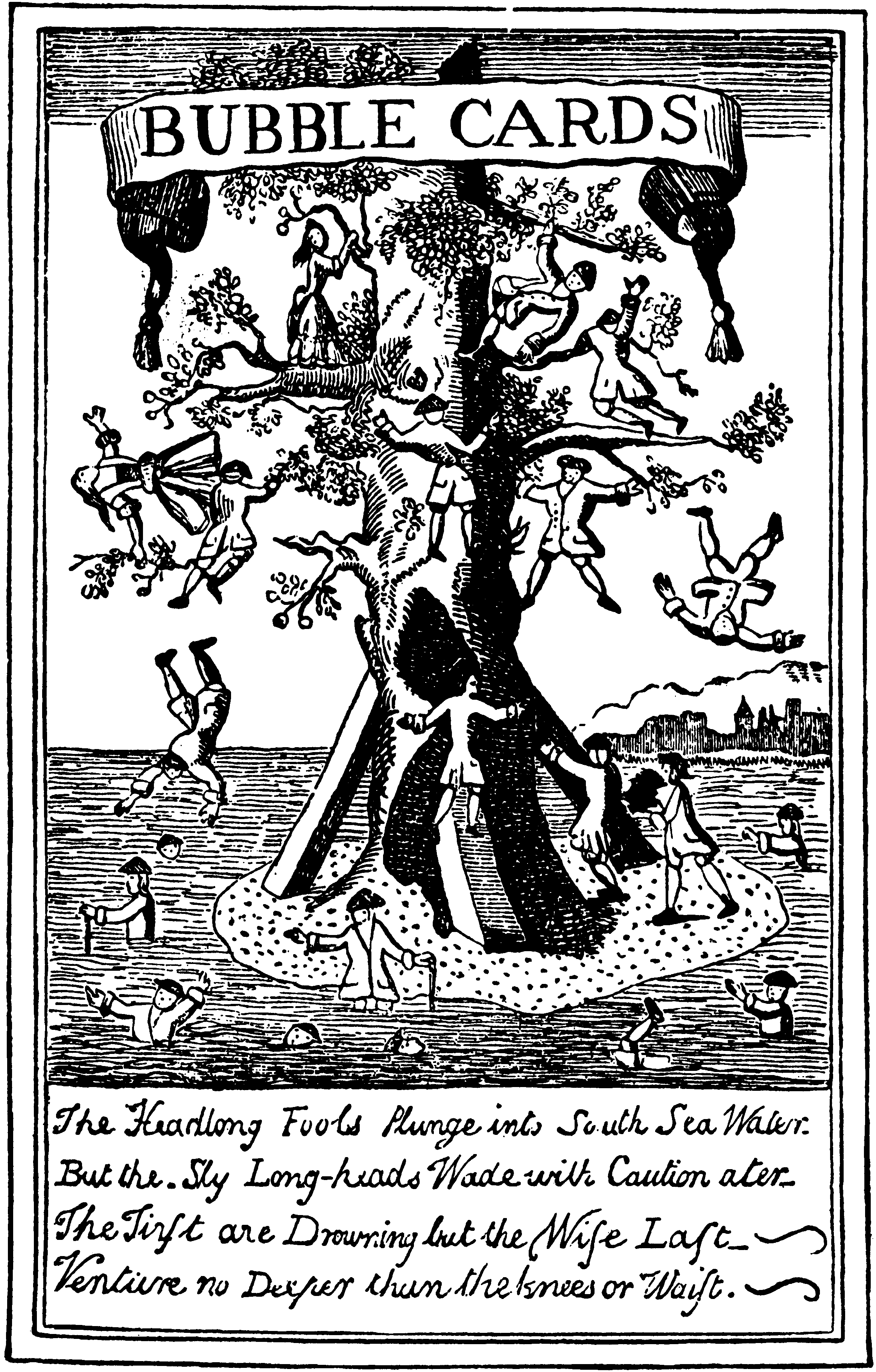
Una carta representando la burbuja de los mares del sur o South Sea Bubble de 1720.

Una burbuja económica (también llamada burbuja especulativa, burbuja de mercado o burbuja financiera) es un fenómeno que se produce en los mercados, en buena parte debido a la especulación, que se caracteriza por una subida anormal, incontrolada y prolongada del precio de un activo o producto. El proceso especulativo lleva a nuevos compradores a comprar con el fin de vender a un precio mayor en el futuro, lo que provoca una espiral de subida continua y alejada de toda base factual. El precio del activo alcanza niveles absurdamente altos hasta que la burbuja acaba estallando (en inglés crack), debido al inicio de la venta masiva del activo cuando hay pocos compradores dispuestos a adquirirlo. Esto provoca una caída repentina y brusca de los precios, llevándolo a precios muy bajos, dejando tras de sí un montón de deudas. Esto se conoce como crash.
La burbuja económica es con frecuencia un fenómeno bursátil que se presenta toda vez que se «negocia altos volúmenes a precios que difieren considerablemente de los valores intrínsecos». Las causas de las burbujas siguen siendo un desafío para la teoría económica. Aunque se han sugerido muchas explicaciones, recientemente se ha mostrado que las burbujas aparecen incluso sin incertidumbre, especulación o racionalidad limitada. Más recientemente, se ha propuesto que las burbujas pueden ser causadas por procesos de coordinación de precios o normas sociales emergentes.
Debido a que, a menudo, es difícil observar los valores intrínsecos en los mercados de la vida real, las burbujas son frecuentemente identificadas solo de forma retrospectiva, cuando aparece una caída repentina en los precios. Tal caída es conocida como crash o el "estallido de la burbuja». Tanto la fase de boom económico como la de recesión de la burbuja son ejemplos de un mecanismo de realimentación positiva, en contraste con el mecanismo de realimentación negativa que determina el precio de equilibrio en circunstancias normales de mercado. Los precios en una burbuja económica pueden fluctuar caóticamente y volverse imposible predecir solamente basándose en la oferta y la demanda.
Se suele considerar que las burbujas económicas son negativas porque conllevan una asignación inadecuada de recursos, destinándose una buena parte de ellos a fines improductivos: la alimentación de la burbuja. Pero además, el crash con el que finaliza la burbuja económica puede destruir una gran cantidad de riqueza y producir un malestar continuado, como ocurrió con la tulipomanía holandesa, la Gran Depresión de los años 1930 y la burbuja inmobiliaria en Japón en los años 1990.
Las burbujas financieras fueron estudiadas por Hyman Minsky, que las vinculó al crédito, a las innovaciones tecnológicas y a las variaciones del tipo de interés.

## Causas posibles
La causa de las burbujas es desconocida. Se ha propuesto que las burbujas pueden ser racionales, intrínsecas y contagiosas. A la fecha, no existe una teoría ampliamente aceptada que explique su ocurrencia.
De manera desconcertante, las burbujas ocurren incluso en mercados experimentales altamente predecibles, donde la incertidumbre es eliminada y los participantes del mercado deben ser capaces de calcular el valor intrínseco de los bienes simplemente examinando el flujo de dividendos esperado. No obstante, las burbujas han sido observadas repetidamente en mercados experimentales, incluso con participantes sofisticados tales como gerentes y negociadores profesionales. Las burbujas experimentales han probado su fortaleza frente a una variedad de condiciones.
Si bien lo que causa las burbujas no es claro, existe evidencia que sugiere que no son causadas por racionalidad limitada o supuestos sobre la irracionalidad de otros, como se asumió por la teoría del más tonto. También se ha mostrado que las burbujas aparecen incluso cuando los participantes del mercados son capaces de poner precios a los bienes de manera correcta. Es más, se ha mostrado que las burbujas aparecen incluso cuando la especulación no es posible o cuando está ausente el exceso de confianza.

### Factores psicológicos y sociales
Muy popular entre los legos, pero no totalmente confirmada por investigación empírica, la «teoría del más tonto» describe a las burbujas como dirigidas por el comportamiento perennemente optimista de los participantes de un mercado (los tontos) que compran activos sobrevaluados anticipando su venta a especuladores rapaces (los más tontos) a un precio mucho mayor. Según esta explicación no respaldada, las burbujas continúan mientras los tontos puedan encontrar más tontos para pagarles por los activos sobrevaluado. Las burbujas terminarán solo cuando el más tonto se convierta en el mayor tonto que paga el precio superior por el bien sobrevaluado y no puede encontrar otro comprador que pague por él un precio más alto.

## Etapas de una burbuja económica
Según el economista Charles P. Kindleberger, la estructura básica de una burbuja especulativa se puede dividir en 5 fases:
- Sustitución (displacement): incremento del valor de un activo
- Despegue (take off): compras especulativas (comprar ahora para vender a futuro a un precio mayor y obtener una utilidad)
- Exuberancia (exuberance)
- Etapa crítica (critical stage): comienzan a escasear los compradores, algunos comienzan a vender.
- Estallido (crash): Caída en picado de los precios.

## Burbujas económicas más conocidas
- Tulipomanía (especulación con los tulipanes holandeses en el siglo XVII)
- Burbuja de los mares del Sur
- Crack de 1929
- Burbuja financiera e inmobiliaria en Japón
- Crisis financiera asiática
- Burbuja punto com
- Crisis económica de 2008
- Burbuja inmobiliaria en España
- Compañía del Misisipi
- Crack de las criptomonedas de 2018